# Hypotaenidia sylvestris
Il rallo di Lord Howe o rallo dell'Isola Lord Howe (Hypotaenidia sylvestris (P. L. Sclater, 1870)) è un uccello della famiglia dei Rallidi originario dell'isola omonima.

## Descrizione
Il rallo di Lord Howe è un grosso (34–42 cm) Rallide incapace di volare. Il piumaggio è quasi ovunque di colore marrone-oliva, più pallido sulle regioni inferiori. La regione sopracciliare è un po' più chiara. Le ali sono di colore castano brillante e presentano delle sottili barre marroni sulle copritrici primarie. Il lungo becco ricurvo è rosa, ma si fa marrone all'estremità. L'iride è rossa e le zampe marrone-rosa chiaro. Gli esemplari giovani sono pressoché identici agli adulti, ma hanno l'iride scura.
Ad Harvard sono conservate nell'alcool le spoglie di un rallo, ritenuto originariamente proveniente da una delle isole Gilbert, e considerato per lungo tempo una specie a parte, il rallo delle Gilbert (Gallirallus conditicius Peters e Griscom, 1928).
Tuttavia, l'isola ritenuta luogo di provenienza di questo olotipo è bassa, rocciosa e sabbiosa, e non sembra fornire alcun habitat favorevole alla sopravvivenza di un rallo.
Negli ultimi anni gli studiosi hanno ipotizzato che il curatore del museo si sia confuso nello specificare il luogo di provenienza dell'olotipo, e sostengono fermamente che esso si tratti semplicemente di una femmina immatura di rallo di Lord Howe. Infatti esso differisce da quest'ultimo unicamente per la colorazione più chiara della sommità del capo, della gola e delle regioni inferiori, e per la colorazione più scura della testa, ma è probabile che la lunga immersione nell'alcool possa aver leggermente variato la colorazione originaria.
L'isola erroneamente attribuita come luogo di provenienza del «rallo delle Gilbert» è situata a 4500 km di distanza da Lord Howe, e sembra molto improbabile che due specie di ralli incapaci di volare si siano potuti evolvere separatamente senza mostrare la minima differenza morfologica.

## Distribuzione e habitat
Lord Howe è una piccola isola (14,6 km²) posta 600 km a est dell'Australia. Nel 1788, il rallo si incontrava dal livello del mare alle cime dei due monti dell'isola, ma a partire dalla metà del XIX secolo il suo areale si restrinse alle sole zone elevate. Negli anni '70 la popolazione era costituita da meno di 10 coppie riproduttive. Negli anni '80, in seguito all'eliminazione dei maiali introdotti dall'uomo, vari esemplari vennero introdotti anche in località di pianura, comprese le isolate e impervie foreste costiere di palme di Little Slope, e nelle foreste circostanti l'unico insediamento dell'isola. Attualmente, il maggior numero di esemplari si incontra proprio in quest'ultima zona e sul monte Gower, dove è presente metà della popolazione totale. La popolazione ha ormai raggiunto la capacità portante dell'ambiente (di circa 220 esemplari), e viene stimata in 220-230 esemplari e 71-74 coppie riproduttive.

## Biologia
Il rallo di Lord Howe vive nelle foreste sub-tropicali, ove si nutre di lombrichi, crostacei, frutta e di uova di berte e petrelli.
Si incontra generalmente in coppie, che restano unite per la vita. È territoriale e si sposta sul suolo della foresta, indagando la provenienza di qualsiasi rumore insolito. Ciascuna coppia difende un'area di circa 3 ettari, dalla quale vengono allontanati i giovani appena raggiunta la maturità. La popolazione della specie è quindi ristretta dall'estensione di territorio disponibile.

## Conservazione

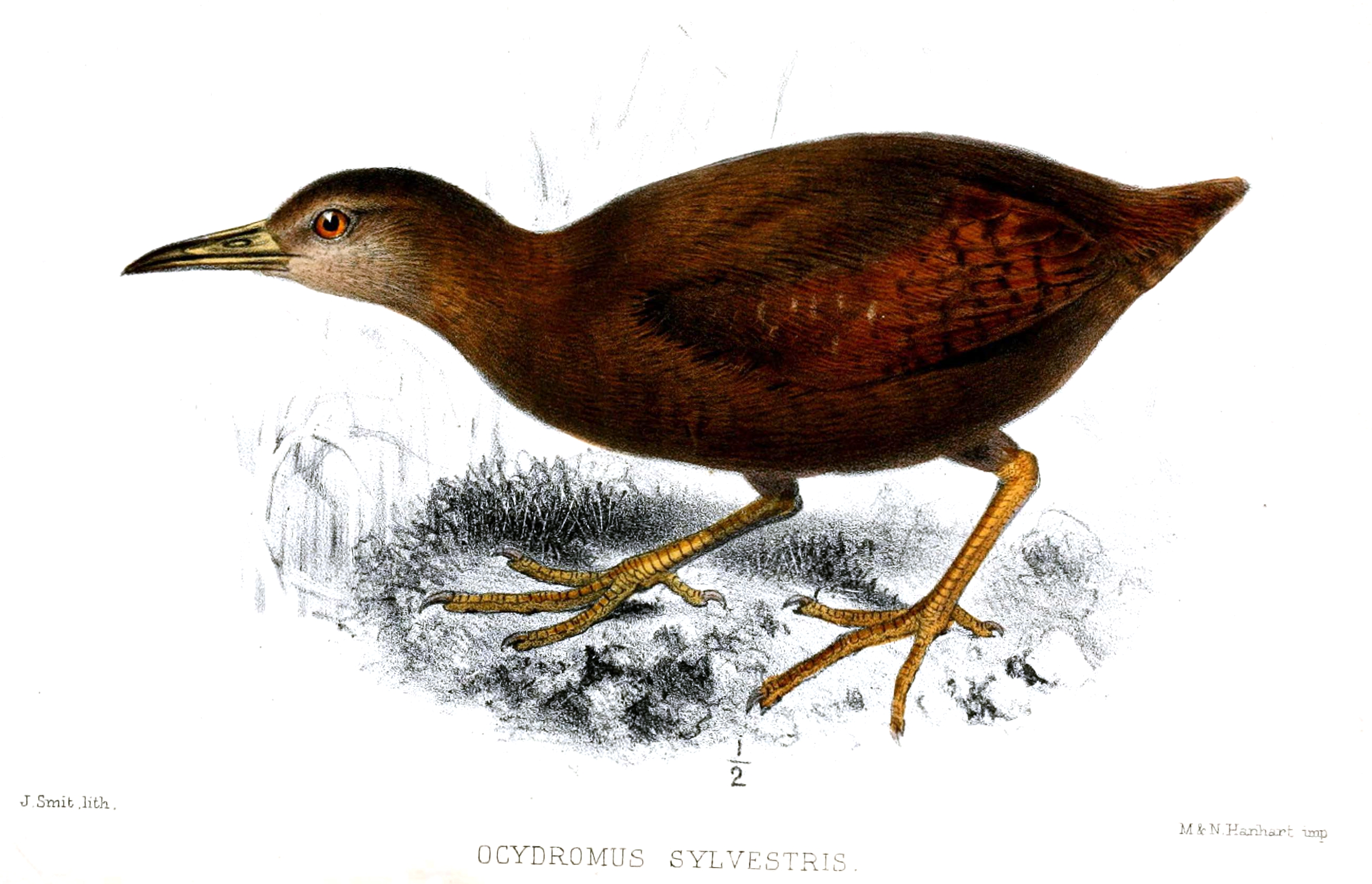
Illustrazione di Joseph Smit (1869).

Quando i primi esploratori scoprirono l'isola di Lord Howe, nel 1788, identificarono ben 15 specie endemiche di uccelli, tra le quali l'allora comune rallo. Incapaci di volare, di indole curiosa ed evolutesi nella totale assenza di predatori, esse divennero una facile fonte di cibo per i marinai di passaggio e i primi colonizzatori dell'isola. Dal momento della scoperta all'arrivo dei primi coloni (nel 1834), tuttavia, già nove delle 15 specie si erano estinte. La popolazione del rallo continuò a declinare fino alla fine degli anni '70, quando le ricerche sul campo indicarono che essa era scesa a meno di 30 esemplari, confinati sulle cime dei due impervi monti dell'isola, il Gower e il Lidgbird.
Gli studiosi intrapresero allora un accurato studio per determinare le cause del declino, giungendo alla conclusione che esso era da attribuire essenzialmente ai maiali introdotti rinselvatichiti. L'eliminazione di questi ultimi e di altri animali nocivi (come le capre), nonché un programma di conservazione ex-situ (riproduzione in cattività), iniziato nel maggio del 1980 (il primo uovo venne deposto nel giugno dello stesso anno), hanno consentito al rallo di Lord Howe di aumentare nuovamente di numero. Il programma di riproduzione in cattività è stato finanziato dalla Foundation for National Parks & Wildlife, ed è costato 150.000 dollari tra strutture e stipendi per gli scienziati coinvolti.
La competenza nell'analizzare le principali minacce per questa specie e le misure prese per la sua conservazione sono considerate un modello per la biologia della conservazione. Sull'isola vennero individuati numerosi predatori, possibili responsabili del declino del rallo, dai ratti al barbagianni della Tasmania (Tyto novaehollandiae castanops), tutti introdotti dall'uomo. Tuttavia, è stata la sola eliminazione dei maiali ad aver salvato la specie dall'estinzione, e l'identificazione della causa e la sua eradicazione in tempi così rapidi hanno avuto un'importanza cruciale per il successo del programma.
Attualmente su Lord Howe vi sono circa 250 ralli, cifra che forse equivale al numero massimo di esemplari che può sostenere l'ambiente. Le principali minacce attuali sono costituite da un predatore, il barbagianni australiano (Tyto novaehollandiae) e, durante dalla stagione degli accoppiamenti, dai conflitti con il rallo delle Filippine (Hypotaenidia philippensis).
In seguito al successo ottenuto con il rallo, sono stati portati avanti progetti di recupero per altre specie endemiche dell'isola, come la chiocciola di Lord Howe (Placostylus bivaricosus) e il currawong di Lord Howe (Strepera graculina crissalis).